# نظام أردويس للإضاءة
إن نظام أردويس للإضاءة, أو نظام أردويس للإضاءة باستخدام العدسات المقربة, هو نظام اتصال وطريقة كانت تستخدمها البحرية الأمريكية في أواخر القرن التاسع عشر لتمكين السفن من الاتصال مع بعضها البعض في الفترات الليلية.
وتستخدم كل تركيبة إضاءة سلسلة من ثمانية مصابيح مزدوجة (أربعة بضوء أحمر والأربعة الأخرى بالضوء الأبيض) بحيث تكون تلك المصابيح معلقة رأسيًا من على صارٍ ويتم قراءتها من الأعلى إلى الأسفل، (فإذا كانت مثبتة أفقيًا، فسيتم قراءتها من يمين جهاز الإرسال إلى يساره). ولقد كانت الشفرة المستخدمة عبارة عن نسخة بصرية من شفرة مورس، ذات لون واحد يشير إلى «النقطة» أما باقي الألوان فتشير إلى «الشَرطة».
وفي عام 1897، تم تطوير النظام عن طريق إضافة لوحة مفاتيح أفضل، تُعرف باسم «العدسة المقربة».